# Calzificio

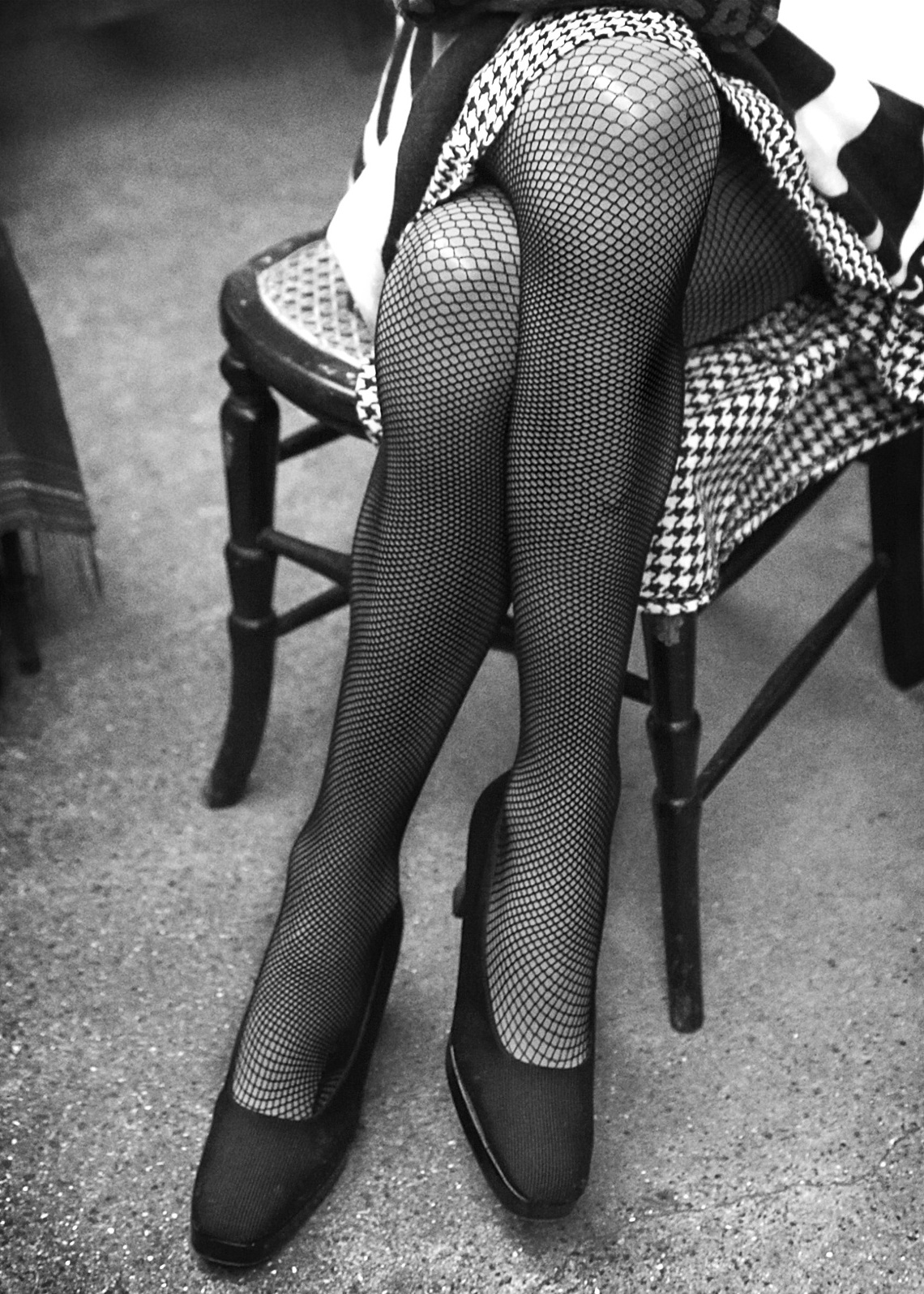
Calze femminili a rete.

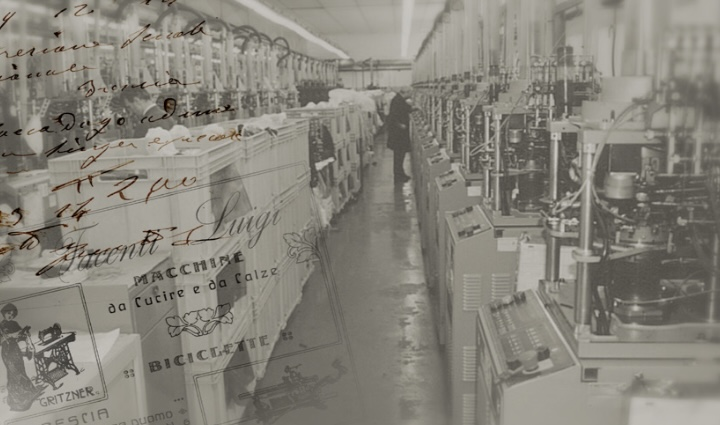
Reparto, Calzificio Italo Facenti Spa.

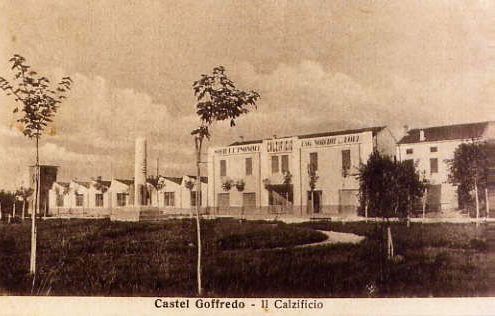
Castel Goffredo, Calzificio NO.E.MI. nel 1925-1930.

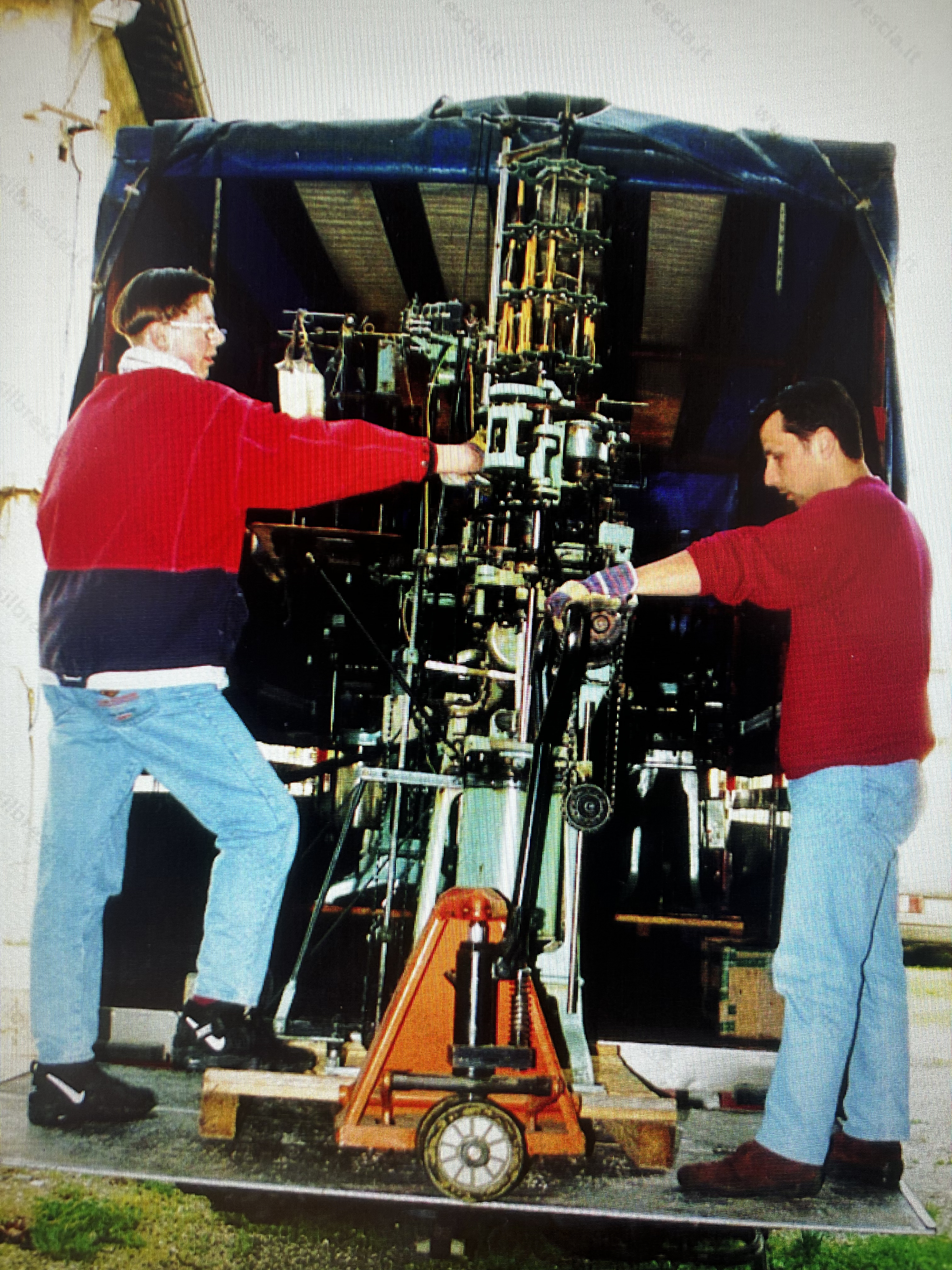
Nella fotografia l'arrivo nei magazzini del Museo dell'industria e del lavoro delle macchine da calze Bentley Komet.provenienti dal Calzificio Italo Facenti s.p.a. di Bagnolo Mella

Il calzificio è una fabbrica che produce calze, calzini, collant.

## Storia
Il più antico dispositivo per calze a maglia venne introdotto dal reverendo William Lee nel lontano 1609 in Gran Bretagna. La prima rilevante manifattura per calze fu istituita a Parigi durante il regno di Luigi XIV, grazie all'attività del meccanico Hindret. Ma solamente nel 1869 fu costruita la prima macchina a mano in grado di fabbricare tutte le parti della calza contemporaneamente e tre anni dopo Grinswold migliorò a tal punto gli automatismi della macchina, da trasformarla in un modello di riferimento valido per gran parte del Novecento.
Nel 1923 nasce a Bagnolo Mella, in provincia di Brescia, uno dei primi calzifici da uomo, il Calzificio Facenti, per iniziativa di Italo Facenti e sua moglie Ernestina. Questa apertura, insieme ad altri celebri calzifici bresciani, delinea in pochi anni un vero e proprio distretto della calzetteria da uomo, diventando punto di riferimento per la produzione di tutto il paese.  
Nel 1925 sorse a Castel Goffredo, in provincia di Mantova, il calzificio NO.E.MI. (sigla dei cognomi dei fondatori), per iniziativa di Delfino Eoli, del fratello Oreste e dell'ingegnere Achille Nodari, destinato a segnare la storia dell'industria e dell'economia locale. L'azienda produceva calze da donna e, in due anni, arrivò ad impiegare 50 dipendenti.

## I macchinari

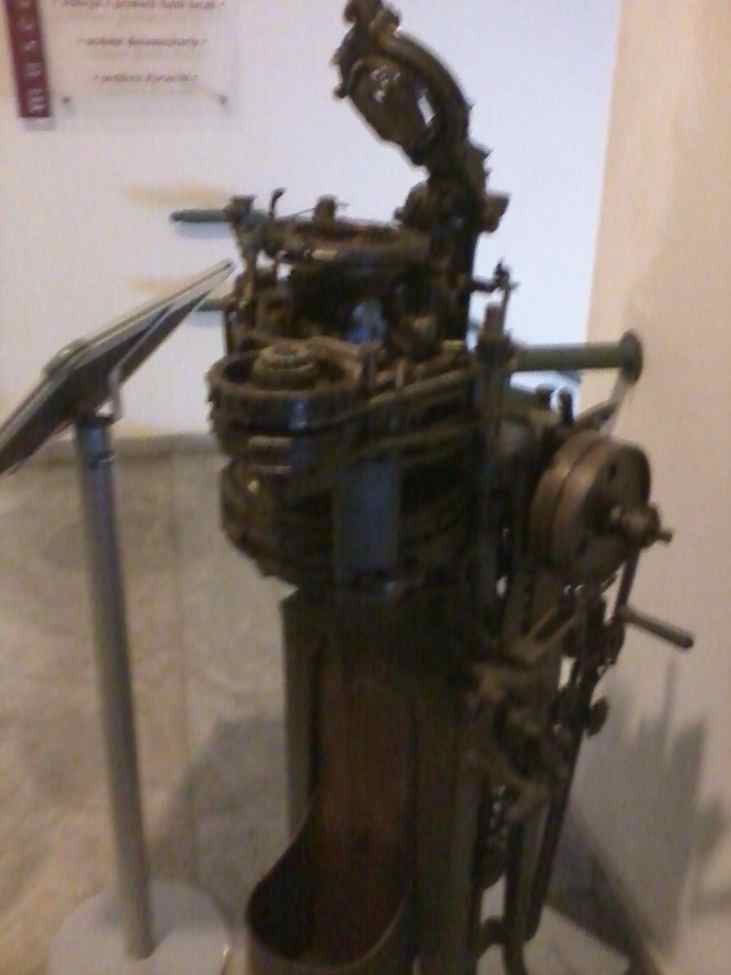
Una delle prime macchine per calze da uomo

L'industria del settore si avvale di macchine circolari, con aghi a linguetta e uncino, simili a quelli utilizzati in tutto il comparto della maglieria.
Tali macchinari somigliano a quelli circolari di grandi diametri, utilizzati nella maglieria, ma hanno dimensioni ridotte e un numero di aghi che oscilla tra i 50 e i 450.
Si tratta di macchine molto sofisticate e oggi completamente automatizzate e gestite dal software di uno o più computer.
Con gli stessi macchinari si producono anche collant, in lana, cotone e altre fibre, quale i collant in nylon velato per donna (mono cilindro con circa 400 aghi).

### Principali marchi italiani
Principali marchi di macchine da calze in Italia: Lonati, Sangiacomo, Busi Giovanni, Colosio Cesare, Rumi, Matec, Irmac, Gatelli, Bmknit e altre di dimensioni quasi artigianali. 
Merita una particolare menzione la Matec di Firenze, che era nata dalla Moncenisio di Condove in associazione con la Billy di Firenze e che era diventato un gruppo parastale, poi acquistato dalla Lonati e chiusa nel 2005. La Matec è nota soprattutto per le doppiocilindro, di elevatissima qualità e per le avanzate tecnologie implementate, di cui la Perfectoe ultima nata in sede Matec è il fiore all'occhiello, in quanto la calza esce completamente chiusa in punta e non necessita di ulteriori interventi per il suo finissaggio. Tutte le caratteristiche di questa macchina, sono state studiate con attenzione, compresa la insonorizzazione e si avvale per i sistemi Jaquard e Links di un dispositivo a campi magnetici, Monomagnete, capace di selezionare e attivare o disattivare gli aghi che devono o non devono lavorare, senza alcun contatto meccanico. Questa tecnologia è nata inizialmente per essere utilizzata su macchine da maglieria rettilinee, poi successivamente adottata su macchine monolicilindro e infine, con gli adattamenti necessari, sulla Perfectoe.
Un altro marchio che deve essere senz'altro citato è la Komet Bentley, di produzione inglese. Questa azienda ha costituito dalla fine dell'ultimo conflitto mondiale, quasi fino ad ora l'ossatura mondiale sulla quale si basava la produzione di calze nel mondo e la tecnologia tessile adottata, non è stata ancora superata da nessun produttore di macchine da calze e resta un riferimento assolto ancora adesso. La komet aveva sede a Leicester, in Inghilterra e ha chiuso i suoi stabilimenti intorno agli anni 70, a causa di gravi dissesti economici, proprio nel momento in cui questo genere di macchinari si avviava verso l'utilizzo sempre più massiccio di tecnologie computerizzate, che loro tardavano a realizzare, confidando sul predominio che avevano sul mercato mondiale.
Nell'immediato dopoguerra, la komet venne indirizzata dal governo inglese a consegnare le macchine, prima ai paesi del Commonwelt e successivamente ad altri paesi, tra cui l'Italia, che in quel periodo aveva bisogno di macchine da calze, per sviluppare la produzione di calzini. Sotto la pressione di alcuni importanti calzifici, nacque la San Giorgio di Genova, che durante la guerra era specializzata nella costruzione di armamenti e i tecnici della San Giorgio diedero poi vita alla Moncenisio di Condove. Parimenti, nello stesso periodo, da una piccola bottega artigianale, nel bresciano si sviluppò la Lonati, che divenne in seguito un colosso ancora dominante.

## I materiali
Naturalmente, i titoli dei filati che si impiegano devono essere adatti alla finezza della macchina e per la "finezza 26" della macchina a 280 aghi (la più fine per calze da uomo), si utilizza per una calza, due capi di cotone 120/2.
Si sale con la titolatura dei filati, via via che diminuisce la finezza delle macchine e per una "finezza 18", in genere il cotone dovrebbe essere un 18/1 oppure un 36/2.
Il 36 è la metà del 18 come titolo, ma in questo caso, nello stesso filo ci sono due capi di 36, strettamente legati insieme, che vanno insieme, a formare una titolatura di 18.
Le calze vengono prodotte utilizzando i più disparati tipi filati, sia in fibre naturali che sintetiche.

## I produttori di calze e collant

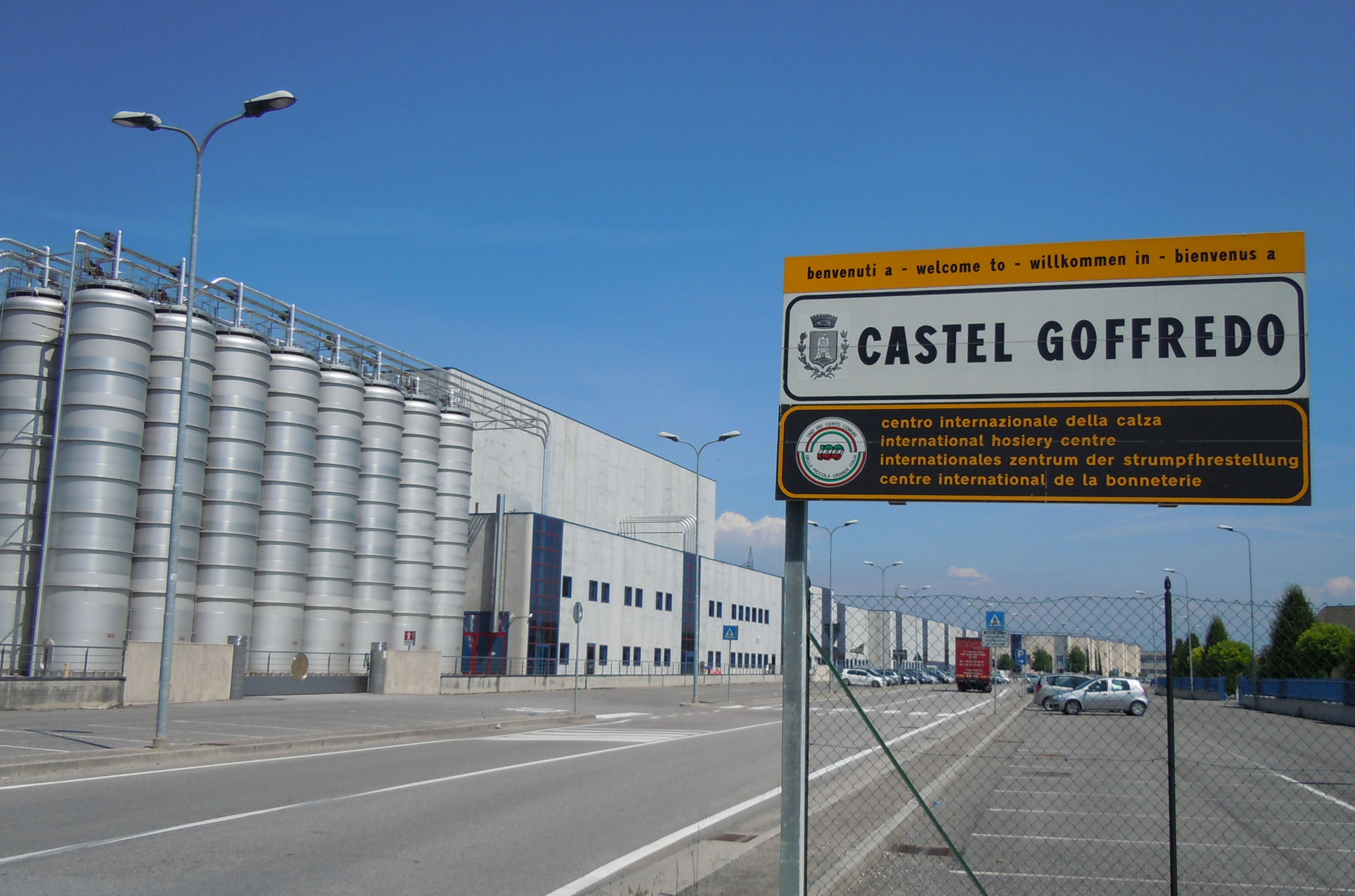
Castel Goffredo, zona industriale

L'Italia è stata il più grande produttore di calze al mondo, ma a partire dagli anni 60 la concorrenza dei paesi emergenti si è fatta sempre più forte e sono davvero poche le aziende che riescono ancora a produrre in Italia, concentrate soprattutto nei distretti produttivi (Distretto N. 6 Castel Goffredo - Tessile - Calzetteria) della provincia di Mantova, di Brescia, del centro Italia e del sud Italia che ancora mantengono saldamente la produzione e la creazione in Italia. Per quanto riguarda la compressione graduata, una delle più importanti realtà si trova a Somma Lombardo nel varesotto.
I paesi emergenti in questo settore, sono la Cina, l'India, la Turchia, e anche i paesi dell'est Europa, che si avvantaggiano del basso costo della manodopera e del cambio a loro favorevole.
Fino a qualche anno fa, i prodotti importati erano di qualità scadente, ma si assiste ad una crescente ascesa qualitativa, che non consente più la concorrenza italiana, anche nei prodotti altamente qualificati. Fatta esclusione per l'altissima qualità che però è un mercato di nicchia. In Cina, ci sono oggi gruppi in grado di produrre 30.000.000 di capi al giorno e che sono in grado di dominare i mercati di tutto il mondo, avvalendosi da un lato dei bassi costi e dall'altro dei vantaggi dovuti all'elevatissima standardizzazione.
La produzione di macchinari per i calzifici è appannaggio dell'Italia, per quanto riguarda l'espressione di avanzata tecnologia nel mondo, ma ora soffre pesantemente a causa della scomparsa di calzifici dal mondo occidentale produttivo.
Persino la Corea che era il secondo polo in grado di produrre macchine da calze di buona qualità, ma a prezzi più bassi, ha dovuto ora chiudere i propri stabilimenti e trasferirli in Cina.
La scomparsa quasi totale dei calzifici, dall'Italia, Europa, America e tutti i paesi avanzati occidentali, ha fatto cadere la domanda di macchinari avanzati tecnologicamente.
I paesi emergenti, come Cina, India, Paesi dell'Est, Turchia ecc. non necessitano ancora di tecnologie avanzate altamente automatizzate, che riducono l'utilizzo di manodopera.
Per questo motivo, acquistano macchinari prodotti nei loro paesi, che oltretutto hanno un costo enormemente più basso e il mercato per le aziende italiane si è ristretto ed è quasi scomparso, nonostante la tecnologia sia a livelli altissimi.

### Marchi italiani
- Calzedonia
- CSP International
- Filodoro
- Golden Lady
- Levante

### Marchi esteri
- Dim
- Glen Raven
- Kunert Fashion